# Anikó Kanthak
Anikó Kanthak (* 1979 in Leipzig) ist eine deutsche Pop-, Soul- und Jazzsängerin sowie Songwriterin.

## Werdegang
Kanthak wuchs als Tochter einer Ungarin und eines Journalisten in der DDR auf und war schon in der Schulzeit musikalisch aktiv, unter anderem begann sie Lieder zu schreiben. Im Alter von zehn Jahren spielte sie in dem 1990 veröffentlichten Film Der Hut. Nach der Wende zog sie nach Westdeutschland und war 1993 Darstellerin in dem Musical Oliver Twist. Anschließend begann sie mit Jazzmusik und gewann in Nordrhein-Westfalen den Jugend jazzt Wettbewerb in der Kategorie Gesang. Schließlich hatte sie zahlreiche Auftritte und studierte nach dem Abitur Jazzgesang an der Hochschule für Musik und Tanz in Köln.
2006 war sie auf dem Album No. 01 der Heavytones zu hören.
Anikó Kanthak war als Darstellerin und Autorin der Bühnenshow Tony Mono sowie der gleichnamigen 1 Live-Rubrik tätig und arbeitete mit zahlreichen Künstlern wie Udo Lindenberg, Roger Cicero oder Tom Gaebel zusammen.
2013 veröffentlichte sie ihr erstes Album „Anikó“ in Eigenregie, zwei weitere deutschsprachige folgten. Hierzu arbeitete sie mit dem Bassisten Claus Fischer und dem Percussionisten Rhani Krija zusammen.
Des Weiteren tritt sie mit ihrer eigenen Band unter dem Künstlernamen Ursi Pfennig auf. 2021 veröffentlichte sie ihre erste EP.
Seit 2018 unterrichtet sie Songwriting an der Hochschule für Musik und Tanz in Köln.